# Saint Barthélemy (Le Pérugin, Birmingham)
Pour les articles homonymes, voir Saint Barthélemy.
Saint Barthélemy  (en italien : San Bartolomeo) est une peinture religieuse, du Pérugin, datant de 1503 - 1523 environ, et conservé au Birmingham Museum of Art à Birmingham.

## Histoire
Le tableau provient du Polyptyque de Sant'Agostino, une peinture religieuse du Pérugin, réalisée pendant la période tardive du peintre de 1503 à 1523.

## Thème
Saint Barthélemy est représenté selon l'iconographie chrétienne, portant le livre comme père de l'Église, et le couteau avec lequel il fut écorché lors de son martyre.

## Description
Le saint est représente de face mi-corps, barbu ; le cheveu rare sur le dessus et indiscipliné sur la nuque encadre un visage aux traits fins dont le regard fixe le spectateur. Il tient dans sa main gauche un livre posé sur la partie gauche de son ventre et de sa main droite un couteau dont le manche est appuyé sur la tranche supérieure du livre.
Il est vêtu d'une veste grise, serrée à la taille par un ruban rouge noué et d'une sorte de cape blanche.
Le ciel est visible dans le fond entre une architecture ouvragée, chiquetée de marbre et de moulures, qui monte au-dessus de l'horizon.

## Analyse
Le dessin est néanmoins clair et bien défini, les lignes liantes, la composition sereine et plaisante caractérisée par la monumentalité marquée par la pureté des volumes des vêtements aux couleurs délicates et apaisantes, aux larges plis dans lesquels joue la lumière. La figure possède une idéalisation parfaite issue de l'esthétique des développements artistiques du XVIe siècle.